# Національна художня галерея (Вільнюс)

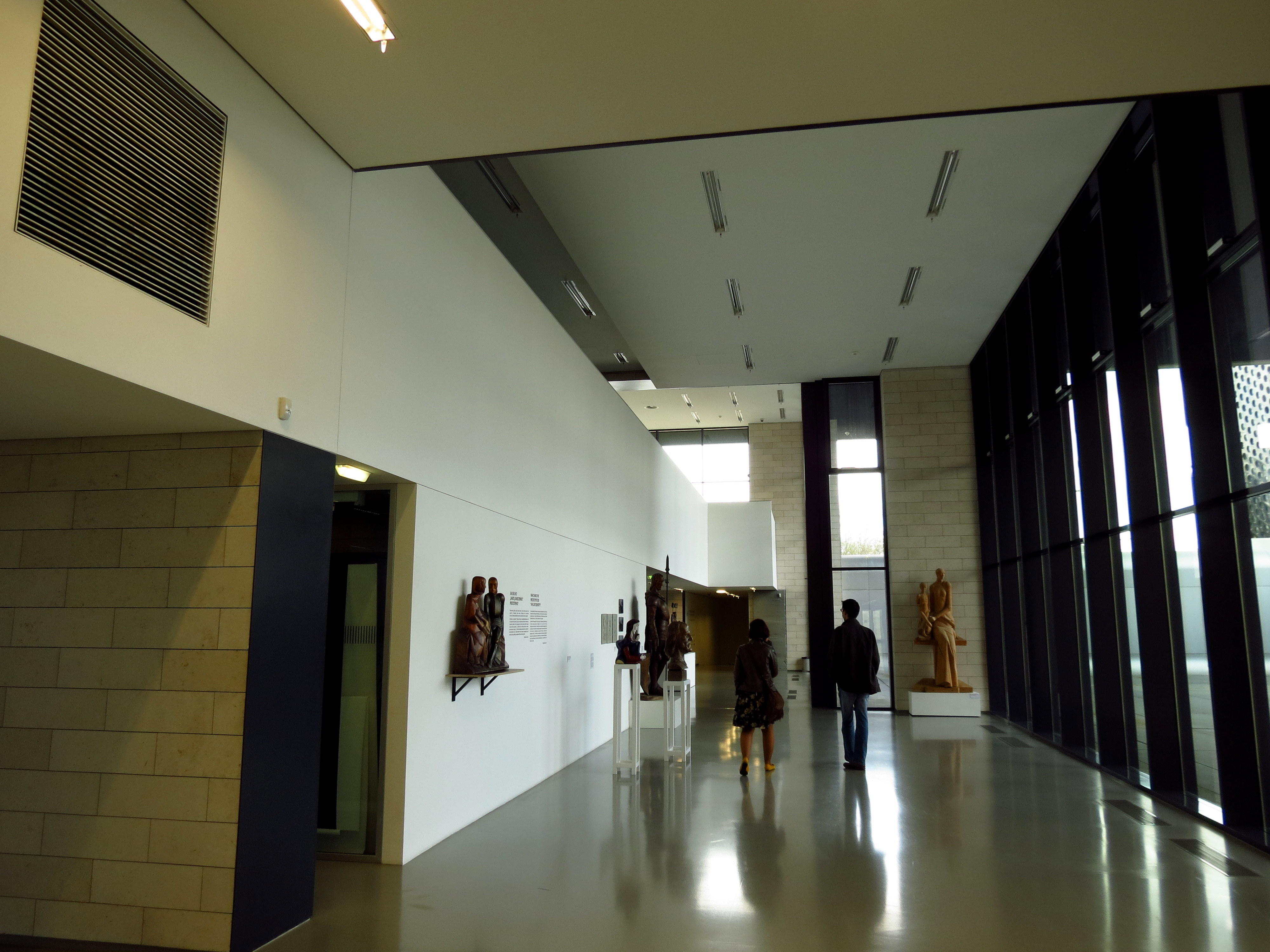
Інтер'єр музею

Національна художня галерея  (лит. Nacionalinė dailės galerija, з 1993 по 1999 рік — Національна галерея) — художня галерея в місті Вільнюс, філія Литовського художнього музею. Галерея заснована 1993 року, спеціалізується на сучасному мистецтві. Розташована на правому березі річки Няріс за адресою: проспект Конституційос 22.

## Структура музею
- виставкові зали постійної експозиції — 10 (загальна площа 1750 м²);
- виставкові зали тимчасової експозиції — 2 (160 м² і 1051 м²);
- конференц-зал (152 місця);
- інформаційний центр;
- освітній центр;
- запасники;
- книжковий магазин;
- кафе;
- офісні приміщення.

## Історія
Національна галерея Литовського художнього музею відкрита 1993 року в будівлі колишнього музею революції. До 1999 року тут були виставлені твори литовського народного мистецтва і твори, подаровані Вітаутасом Кашубою. Через поганий технічний стан будівлі 1999 року галерея була закрита на реконструкцію. 
10 вересня 2002 року уряд Литовської Республіки затвердив концепцію Національної художньої галереї, яка передбачала реконструкцію і розширення існуючої будівлі. Проект архітекторів Одріуса Бучаса, Дарія Чаплінскаса і Гінтараса Кугініса став переможцем архітектурного конкурсу, проведеного 2003 року. Реконструкція будівлі почалася 2005 року і мала тривати два роки, але зайняла 4 роки через гірший, ніж очікувалося, стан будинку. 
19 червня 2009 галерея була відкрита для публіки. З нагоди відкриття в галереї була представлена постійна експозиція, присвячена литовському мистецтву 20-го століття, і міжнародна виставка «Діалог квітів і звуків. Роботи М. К. Чюрльоніса і сучасників».

## Колекція
Колекція творів мистецтва Литви налічує понад 46 000 експонатів: живопис, скульптура, графіка, фотографія, інсталяції та відео-арт. У постійній експозиції представлено 450 творів мистецтва 180 авторів.